# August Heinrich Hermann von Dönhoff
August Heinrich Hermann von Dönhoff (ur. 10 października 1797 w Poczdamie, zm. 1 kwietnia 1874 w Friedrichstein) – pruski dyplomata.
Ambasador Prus w Paryżu w latach 1823-1824, Madrycie 1825–1827, Londynie (1828–1832) i Monachium (1833).
W roku 1848 był przez parę miesięcy pruskim ministrem spraw zagranicznych. 
Był żonaty z Pauline von Lehndorff (1823–889). Para miała czworo dzieci:
- bliźniacy, urodzeni 26 stycznia 1845 roku we Frankfurcie nad Menem:
  - August Karl von Dönhoff (zm. 9 września 1920 we Friedrichstein)
  - Carl Ludwig von Dönhoff (zm. 9 kwietnia 1918 we Friedrichstein)
- córka Pauline Amalie, Gräfin von Dönhoff (ur. 14 lutego 1848, zm. w styczniu 1849)
- syn Friedrich von Dönhoff (ur. 4 stycznia 1850 w Königsberg, zm. 8 maja 1924 we Friedrichstein)